# 鸭子湖
鸭子湖是一个位于中国西藏自治区那曲市双湖县的湖泊，面积约为15平方千米。